# Rallye Dakar 2003
 (février 2025).
Navigation
Édition précédente Édition suivante
Le Rallye Dakar 2003 est le 25e Rallye Dakar. Le départ est donné le 1er janvier 2003 à Marseille.

## Étapes
| Étape | Date        | Départ                | Arrivée               | Total (km)    |
| ----- | ----------- | --------------------- | --------------------- | ------------- |
| 1     | 1er janvier | Marseille             | Narbonne              | 265           |
| 2     | 2 janvier   | Narbonne              | Castellón de la Plana | 574           |
| 3     | 3 janvier   | Castellón de la Plana | Valence               | 95            |
| 4     | 5 janvier   | Tunis                 | Tozeur                | 463           |
| 5     | 6 janvier   | Tozeur                | El Borma              | 494           |
| 6     | 7 janvier   | El Borma              | Galdames              | 278           |
| 7     | 8 janvier   | Galdames              | Ghat                  | 691           |
| 8     | 9 janvier   | Ghat                  | Sebha                 | 727           |
| 9     | 10 janvier  | Sebha                 | Zillah                | 585           |
| 10    | 11 janvier  | Zillah                | Sarir                 | 554           |
| 11    | 12 janvier  | Sarir                 | Siwa                  | 586           |
|       | 13 janvier  | Jour de repos         | Jour de repos         | Jour de repos |
| 12    | 14 janvier  | Siwa                  | Siwa                  | 445           |
| 13    | 15 janvier  | Siwa                  | Dakhla                | 657           |
| 14    | 16 janvier  | Dakhla                | Louxor                | 702           |
| 15    | 17 janvier  | Louxor                | Abu Rish              | 576           |
| 16    | 18 janvier  | Abu Rish              | Charm el-Cheikh       | 828           |
| 17    | 19 janvier  | Charm el-Cheikh       | Charm el-Cheikh       | 56            |

## Classements finaux

### Motos
| Pos. | Pilote                        | Constructeur        |
| ---- | ----------------------------- | ------------------- |
| 1    | Richard Sainct (FRA)          | KTM                 |
| 2    | Cyril Despres (FRA)           | KTM                 |
| 3    | Fabrizio Meoni (ITA)          | KTM                 |
| 4    | Jean Brucy (FRA)              | KTM                 |
| 5    | Jean de Azevedo (BRA)         | Lubrax              |
| 6    | Per-Gunnar Lundmark (SWE)     | Farmerlips          |
| 7    | Pål Anders Ullevålseter (NOR) | Farmelips           |
| 8    | Carlo de Gavardo (CHI)        | KTM                 |
| 9    | Marek Dąbrowski (POL)         | Orlen Team          |
| 10   | François Flick (FRA)          | Bijouteries Carador |

### Autos

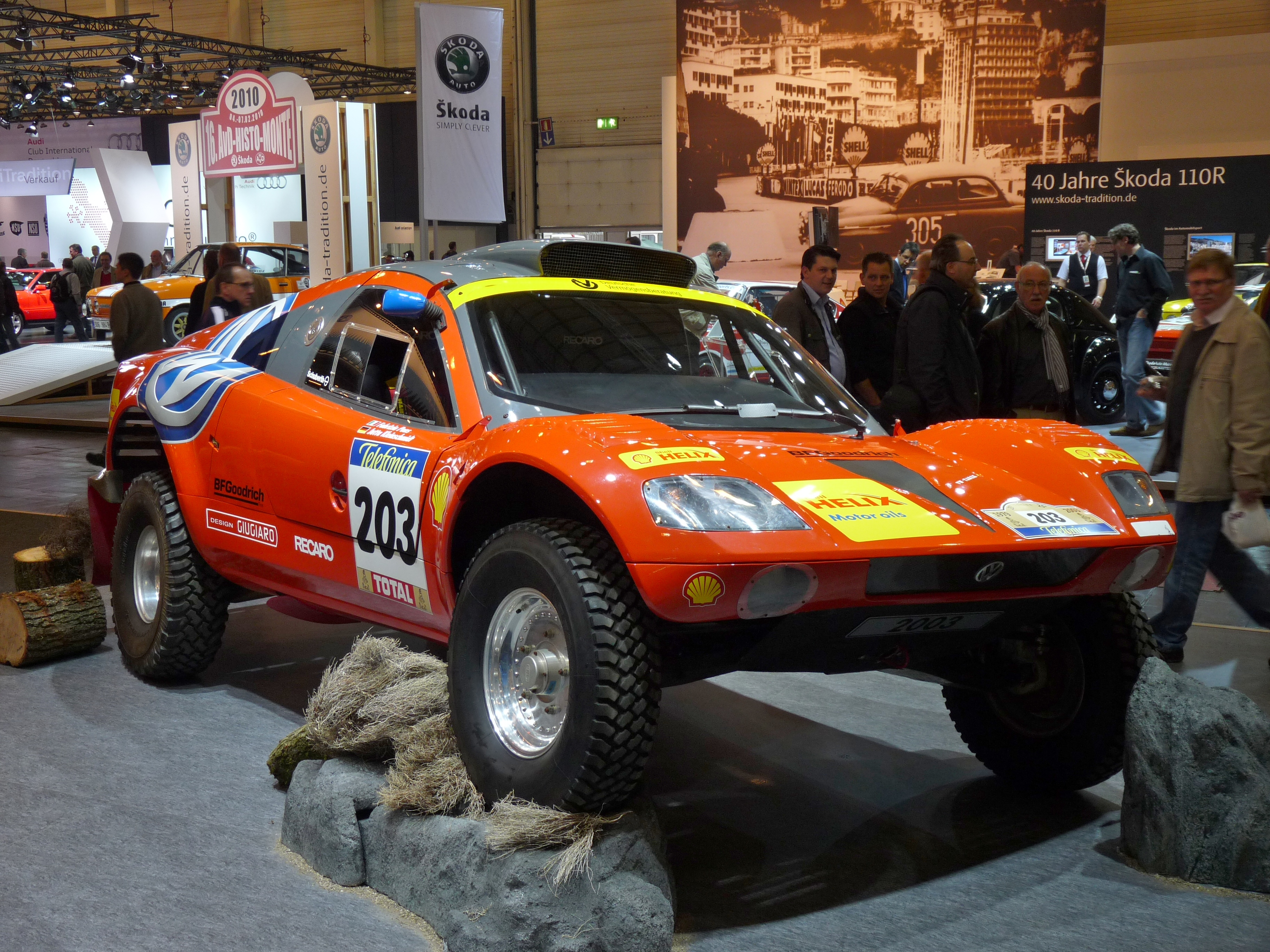
Volkswagen-Buggy de Jutta Kleinschmidt et Fabrizia Pons, huitième position en autos.

| Pos. | Pilote                     | Copilote                | Constructeur  |
| ---- | -------------------------- | ----------------------- | ------------- |
| 1    | Hiroshi Masuoka (JPN)      | Andreas Schulz (GER)    | Mitsubishi    |
| 2    | Jean-Pierre Fontenay (FRA) | Gilles Picard (FRA)     | Mitsubishi    |
| 3    | Stéphane Peterhansel (FRA) | Jean-Paul Cottret (FRA) | Mitsubishi    |
| 4    | Carlos Sousa (POR)         | - Henri Magne           | Mitsubishi    |
| 5    | Giniel de Villiers (RSA)   | Pascal Maimon (FRA)     | Nissan        |
| 6    | Stéphane Henrard (BEL)     | Bobby Willis (IRL)      | Volkswagen    |
| 7    | Ari Vatanen (FIN)          | Tina Thörner (SWE)      | Nissan        |
| 8    | Jutta Kleinschmidt (GER)   | Fabrizia Pons (ITA)     | Volkswagen    |
| 9    | Luc Alphand (FRA)          | Matthew Stevenson (GBR) | X-Raid        |
| 10   | José-Luis Monterde (ESP)   | Rafael Tornabell (ESP)  | Ralliart      |
| 11   | Thierry De Lavergne (FRA)  | Jacky Dubois (FRA)      | Nissan        |
| 12   | Christophe Tinseau (FRA)   | Baptiste Vallet (FRA)   | Protruck Ford |

### Camions
| Rang. | Pilote             | Copilote                         | Constructeur  |
| ----- | ------------------ | -------------------------------- | ------------- |
| 1     | Vladimir Chagin    | Semen Yakubov Sergey Savostin    | KamAZ         |
| 2     | André de Azevedo   | Tomáš Tomeček Jaromír Martinec   | Tatra         |
| 3     | Firdaus Kabirov    | Aydar Belyaev Ilgizar Mardeev    | KamAZ         |
| 4     | Jan de Rooy        | Yvo Guesens Hugo Duisters        | DAF           |
| 5     | Yoshimasa Sugawara | Seiichi Suzuki Teruhito Sugawara | Hino          |
| 6     | Philippe Jacquot   | Jacky Maillot Eric Simonin       | MAN           |
| 7     | Jean-Paul Bosonnet | Serge Lacourt Pascal Bonnaire    | Mercedes-Benz |
| 8     | Corrado Pattono    | Enrico Santoro                   | Mercedes-Benz |
| 9     | Maurizio Panseri   | Giacomo Paccani Mario Cambiaghi  | Mercedes-Benz |
| 10    | Franz Echter       | Johannes Lehrer Detlef Ruf       | MAN           |